# Maybe Baby
Maybe Baby (Maybe Baby), brytyjska komedia romantyczna w reżyserii Bena Eltona

## Fabuła
Lucy (Joely Richardson) i Sam (Hugh Laurie) są młodym, szczęśliwym małżeństwem. Ona pracuje w agencji aktorskiej, on jest ważnym scenarzystą z BBC. Lucy marzy o dziecku. Tu jednak zaczynają się problemy. Choć oboje starają się ile sił, jakoś nic z tego nie wychodzi. Narasta frustracja i niepokój. Para chwyta się coraz bardziej cudacznych sposobów spłodzenia potomka: chodzą na męczące testy medyczne, próbują akupunktury, pierwotnych rytuałów, egzotycznych terapii. Wszystko na nic. Na dodatek Samowi nie wiedzie się w pracy. Nowi szefowie BBC żądają świeżych, błyskotliwych pomysłów, a on nie ma żadnych: kłopoty z prokreacją zbiegły się z bezpłodnością twórczą. I nagle znajduje genialne, choć ryzykowne wyjście z kryzysu. Postanawia napisać komedię o swoich i Lucy trudnościach ze zrobieniem dziecka. Sceny i dialogi czerpie wprost z ich codziennych perypetii. Scenariusz wprawia wszystkich w zachwyt i zostaje natychmiast skierowany do produkcji. Sam odnosi sukces. Zostaje tylko „mały” problem: co powie Lucy, kiedy dowie się, że mąż zamierza zwierzyć się z ich najintymniejszych kłopotów widzom w całej Anglii?

## Obsada
- Hugh Laurie jako Sam Bell
- Joely Richardson jako Lucy Bell
- Adrian Lester jako George
- James Purefoy jako Carl Phipp
- Tom Hollander jako Ewan Proclaimer
- Joanna Lumley jako Sheila
- Rowan Atkinson jako pan Jones
- Dawn French jako Charlene
- Emma Thompson jako Druscilla
- Matthew Macfadyen jako Nigel
- Emma Cooke jako pielęgniarka
- Kelly Reilly jako Nimnh
- Mina Anwar jako Yasmin
- Rachael Stirling jako Joanna

i inni